# Agave tequilana
L'agave blu (Agave tequilana F.A.C.Weber, 1902) è una pianta succulenta della famiglia delle Asparagaceae.

## Descrizione
Agave tequilana presenta foglie carnose, verdastre, acquose (tagliate presentano una struttura gelatinosa), con aculei agli apici e lateralmente.
Fiorisce presentando  un'alta infiorescenza ai sette otto anni di età della pianta, che in genere alla maturazione dei frutti secca.

## Distribuzione e habitat
Originaria del Messico.

## Usi
- L'agave blu costituisce un'importante risorsa economica dello stato messicano di Jalisco essendo la base per la produzione della tequila.
- L'agave blu è inoltre alla base della produzione del succo d'agave, utilizzato come dolcificante in sostituzione del saccarosio.